# Paso de las líneas de Stollhofen
Las líneas de Stollhofen eran unas alineaciones defensivas de trincheras construidas por miembros de la Gran Alianza al comienzo de la guerra de sucesión española que se extendía a lo largo de unos 15 kilómetros, desde Stollhofen (Rheinmünster) en el Rin hasta los bosques impenetrables, en las colinas al este de Bühl.